# Andersonosia
Andersonosia este un gen de muște din familia Muscidae.

Cladograma conform Catalogue of Life:
| Andersonosia | \| \| Andersonosia semifumosa \| \| \| \| \| \| Andersonosia velutinifrons \| \| \| \| |
|              | \| \| Andersonosia semifumosa \| \| \| \| \| \| Andersonosia velutinifrons \| \| \| \| |
|              | Andersonosia semifumosa                                                                |
|              |                                                                                        |
|              | Andersonosia velutinifrons                                                             |
|              |                                                                                        |